# Aureliano de Arles
Aureliano de Arles (em latim: Aurelianus Arelatensis; em francês:  Aurelien) foi um arcebispo de Arelate (a moderna Arles, na França) de 546 até 16 de junho de 551, data de sua morte. Sua festa é celebrada no dia 16 de junho.
É o autor de uma regra monástica conhecida como "Regula ad monachos", publicada por Migne na Patrologia Latina (lxviii).
Aureliano era filho de São Sacerdos, um arcebispo de Lugduno (moderna Lyon), em cuja sé seu primo, Nicécio (Nizier) ascendeu depois da morte dele.